# شهرستان واردنیس
شهرستان واردنیس (ارمنی: Վարդենիսի շրջան) یکی از سی و هفت شهرستان در تقسیم‌بندی جمهوری شوروی سوسیالیستی ارمنستان بود. مرکز این شهرستان واردنیس بود. طبق سرشماری سال ۱۹۸۷ میلادی جمعیت آن بالغ بر ۶۰٬۲۰۰ تن و مساحت آن ۱۱۵۱ کیلومتر مربع بود. 

## مناطق مسکونی
- آزات، ارمنستان
- نوراباک
- آخپرادزور
- آکونک
- Զառիվեր
- آرپونک
- آوازان
- کوتاکان
- آرگونی
- آیرک
- داراناک
- ترتوک
- کوت، ارمنستان
- ستک
- Զոդ (ավան)
- لچاوان
- لوساکونک
- تسوواک
- کارچآغبیور
- تساپاتاغ
- گغاماباک
- شاتجرک
- ماکنیس
- متس ماسریک
- شاتوان
- نرکین شورژا
- نوراکرت، گغارکونیک
- وانوان
- گغاماسار
- جاغاتسادزور
- خاچآغبیور
- کاخاکن
- گغاکار
- ورین شورژا
- تورفاوان
- پامباک، گغارکونیک
- پوگر ماسریک

## نگارخانه

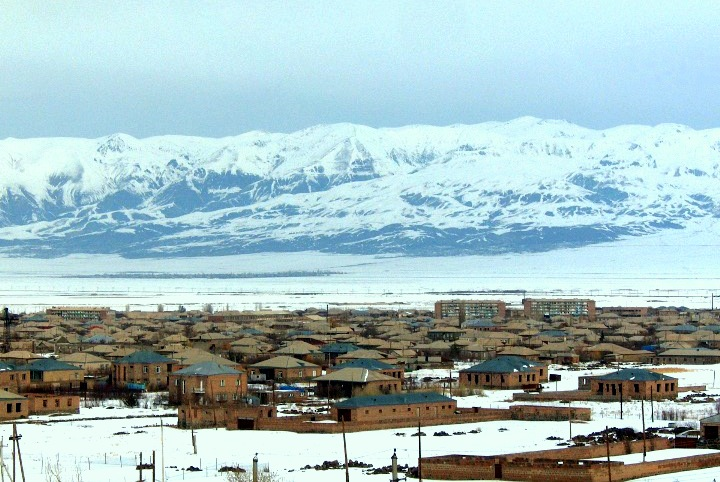
واردنیس
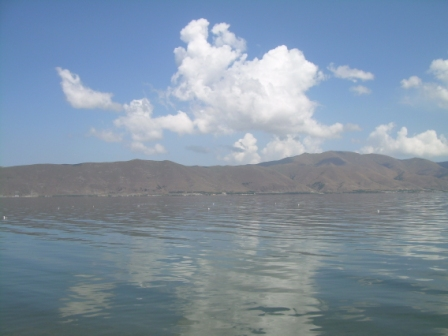
دریاچه سوان
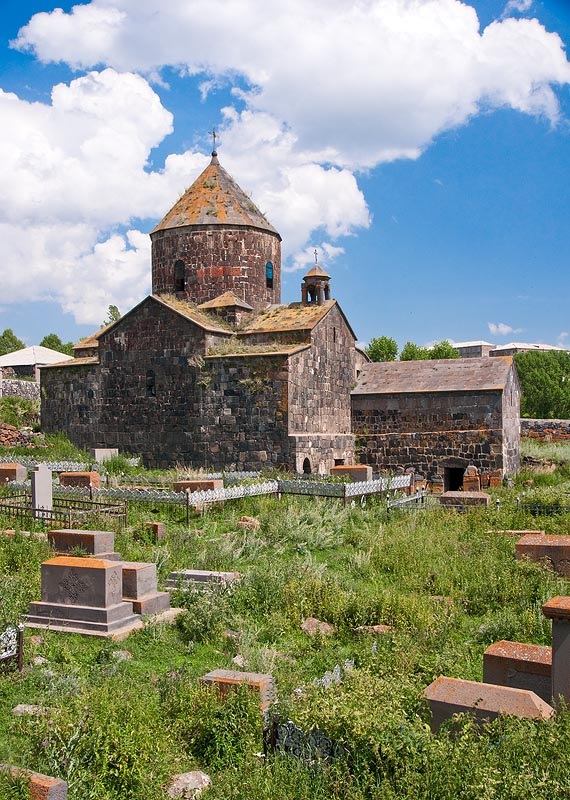
صومعه ماکنیاتس